# Fontenet
Fontenet ist eine französische Gemeinde mit 392 Einwohnern (Stand: 1. Januar 2022) im Département Charente-Maritime in der Region Nouvelle-Aquitaine (vor 2016: Poitou-Charentes); sie gehört zum Arrondissement Saint-Jean-d’Angély und zum Kanton Matha (bis 2015: Kanton Saint-Jean-d’Angély). Die Einwohner werden Fontenésiens und Fontenésiennes genannt.

## Geographie
Fontenet liegt etwa 75 Kilometer ostsüdöstlich von La Rochelle in der Saintonge. Umgeben wird Fontenet von den Nachbargemeinden Saint-Julien-de-l’Escap im Norden und Nordwesten, Varaize im Norden und Osten, Sainte-Même im Süden sowie Asnières-la-Giraud im Westen und Südwesten.
Der frühere Militärflugplatz Base aérienne 129 Saint-Jean-d'Angely (1936–1961) wurde in ein Industriegebiet umgewandelt (Le Camp).

## Bevölkerungsentwicklung
| Jahr                      | 1962 | 1968 | 1975 | 1982 | 1990 | 1999 | 2006 | 2013 | 2019 |
| Einwohner                 | 566  | 454  | 394  | 393  | 365  | 371  | 369  | 400  | 392  |
| Quelle: Cassini und INSEE |      |      |      |      |      |      |      |      |      |

## Sehenswürdigkeiten
- Kirche Saint-Vincent aus dem 12. Jahrhundert, seit 1925 als Monument historique eingeschrieben

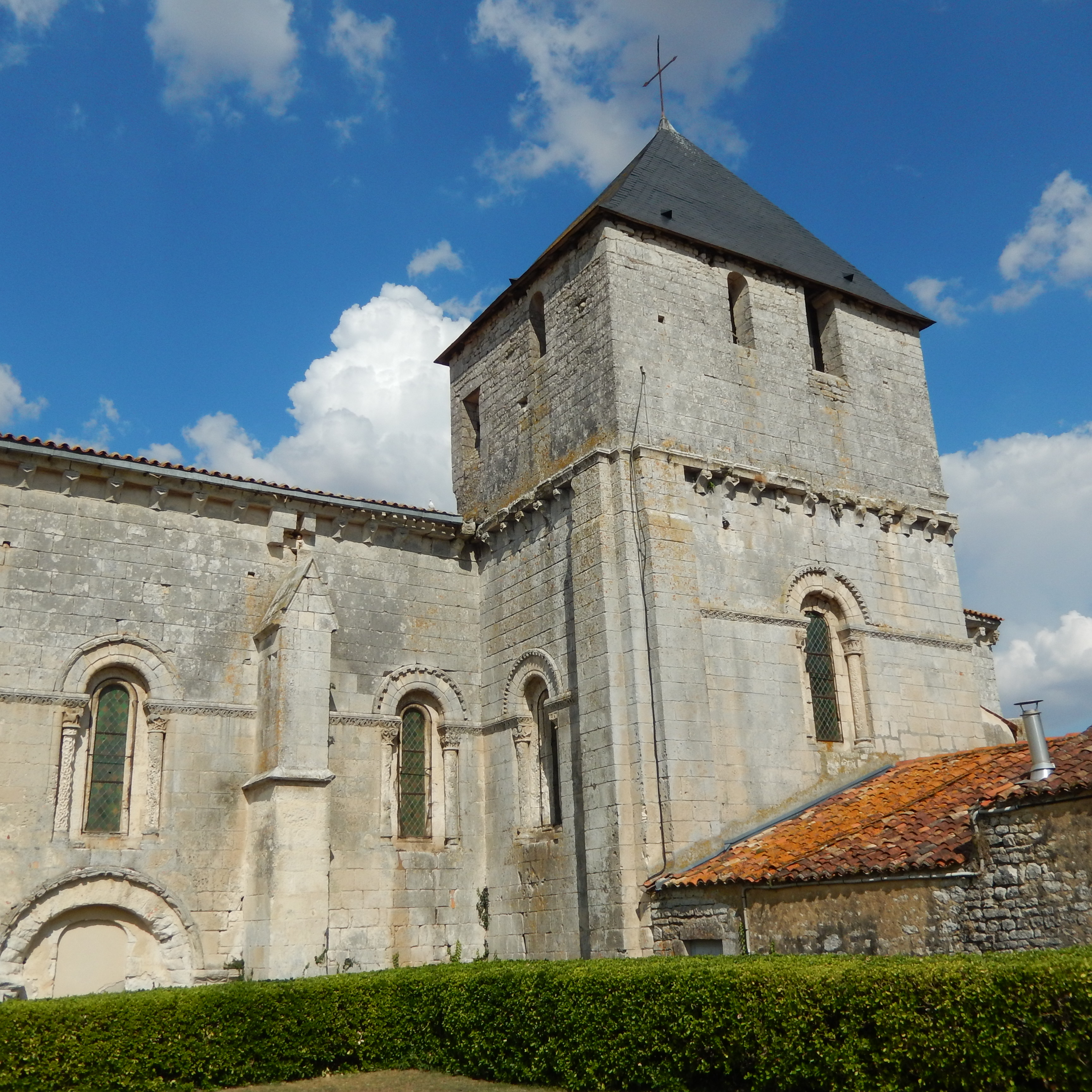
Kirche Saint-Vincent

(siehe auch: Liste der Monuments historiques in Fontenet)